# Askaniusz Kocemba
Askaniusz Kocemba (ur. 21 października 1980 r. w Kamiennej Górze) – polski biathlonista. Wicemistrz Europy juniorów w sztafecie z 1999 roku. Reprezentant MKS Karkonosze Jelenia Góra. Wielokrotny medalista biathlonowych mistrzostw Polski. W sezonie 1999/2000 członek kadry olimpijskiej w biathlonie.